# Foltos medvelepke
A foltos medvelepke (Chelis maculosa) a kvadrifid bagolylepkefélék családjába tartozó, Eurázsiában honos lepkefaj. 

## Megjelenése
A foltos medvelepke szárnyfesztávolsága 26-33 mm. Feje és tora szürkésbarna (utóbbin változó erősségű sötétbarna foltokkal), homloka és ajaktapogatója sötétbarna. A hím potroha vörösesbarna, a nőstényé feketésbarna, némi piros szőrzettel; a hasoldal feketés. Lábaik a hím esetében világosbarnák igen hosszú, barna szőrzettel; a nőstényé sötétbarnák, kevés  barna szőrökkel. Az elülső szárny szürkésbarna, pirosas fénnyel, a nőstényé esetében jóval sötétebb. A keresztvonalak nagy, szögletes, feketésbarna foltokként jelentkeznek, néha a csúcsnál és a szegélynél is találhatók elszórtan kisebb foltok. A hím hátulsó szárnya halvány pirosasszürke, több-kevesebb élénkpiros behintéssel, az erek szürkések, a középső holdfolt és a szegélyfoltsor szürkésbarna, néha a szárnytövön is vannak sötétebb foltok. A nőstény hátulsó szárnya élénk, kissé lilás vagy bíboros árnyalatú piros, az erek hasonló színűek, a sötét foltok élesek, feketésszürkék. A szárnyak fonákja pirosasszürke vagy halványpiros, az elülső szegélyek és gyakran az erek is sötétebbek, a foltok a felszín tükörképei, de többnyire haloványabbak (kivéve a hátulsó szárny szegélyfoltsorát).
Változékonya nem számottevő. 
Hernyója sötétbarna vagy feketésbarna, hátán vörössárga hosszanti sávok, oldalán ferde, barnás vonalkák találhatók. Szőrzete a hátán erős, szürkésbarna, oldalán vöröses, rövid.  Bábja feketésbarna, kékes behintéssel. 

### Hasonló fajok
Magyarországon nem él másik, hasonló faj.

## Elterjedése
Eurázsiában honos, Spanyolországtól Kelet-Ázsiáig. Észak-Európából hiányzik. Magyarországon ritka, szórványosan az egész országban előfordulhat. 

## Életmódja
Homokos vagy meszes talajú rétek, legelők, ritkás cserjések lakója.  
Évente két nemzedéke nő fel, imágóival április végétől júniusig, illetve július-augusztusban lehet találkozni. Hernyója polifág, különféle lágyszárú növényekkel, elsősorban galaj- és cickafark-fajokkal táplálkozik. Hernyóként telel át, a következő tavasszal a talajon a növényzet között bebábozódik. 

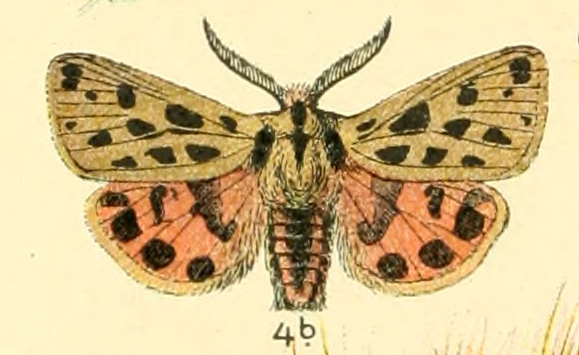
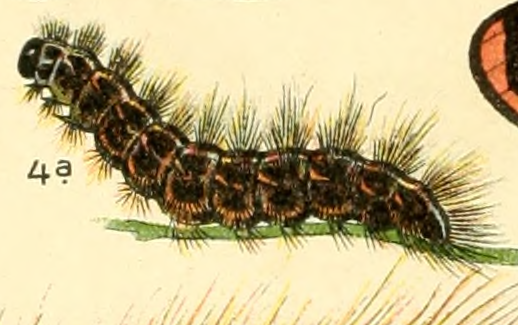

Magyarországon nem védett.